# 한국화장품
한국화장품은 대한민국의 화장품 회사이다. 한국화장품은 고(故) 임광정 전회장과 김남용 전회장의 공동창업으로 지난 1962년 설립되었다. 본사는 서울특별시 종로구 청계천로 35 (서린동)에 있고 주요품목으로는 스킨, 로션, 색조화장품 등이 있다. 일본 맨담(1970년대~1994년), 프랑스 로레알(1980~1997), 프랑스 피에르파브르(1994~2010), 프랑스 피에르가르뎅 사 등 유수의 화장품 메이커와 기술제휴를 맺었다. 이후 1986년에 한국화장품 제약사업부에 진출하였다. 1988년 한국화장품으로 상호를 변경했다. 2010년 다시 상호를 한국화장품제조로 바꾸고 화장품 판매와 부동산 임대 사업을 분할해 한국화장품을 신설했다. 특히 임광정 전회장과 김남용 전회장은 공동업자에서 사돈관계로 이어지며 국내 화장품업계를 아모레퍼시픽과 함께 주도하였다.
2010년 8월, 한국화장품은 지분을 100% 출자한 자회사 브랜드숍 '더 샘 인터내셔널'을 설립하고 오는 8월 명동에 '더샘' 1호점을 여는 것을 시작으로 중저가 브랜드숍 시장에 본격적으로 뛰어들었다.
한편, 임광정 전회장이 개성상업학교 야구선수 출신의 스포츠맨이었던 점   -  실업야구팀을 운영한 데다 대한야구협회 임원까지 맡은 점   -  공장이 경기도 부천에 위치했던 탓인지  프로야구 출범 당시 인천·경기·강원 연고지 물망에 거론됐지만 이런저런 사정 때문에 무산됐으며 이로 인해 한국화장품 야구단은 전국체전 당시 야구  경기도 일반부 대표로 참여했다가 뒷날 대전 대표로 참가했다.

## 브랜드
- 더샘인터내셔날(로드샵)
- 쥬단학
- 산심
- 에디션
- 오션(OSSION)
- FillNCOVER
- 템테이션(TEMPTATION)
- CROQUIS
- 시크릿네이처(SECRETNATURE)
- 칼리(CALLI)
- A3F[on]
- 브떼니끄
- 피에르가르뎅
- 일렘
- 제네르떼

## 수상
- 2000년: 산재예방 유공 노동부 장관 단체 표창, 근로자의 날 기념 ‘산업포장’ 박종현 공장장 수훈
- 1999년: 노동부 선정 ‘직무능력향상’ 부문에서 연수원 ‘국무총리 표창장’ 수상
- 1998년: 남녀 고용 평등 실현 유공 김두환 대표이사 ‘국민훈장 석류장’ 수상
- 1997년: 노동부 제정 ’97 노사 화합대상에서 노사 협력 우량 기업으로 선정
- 1996년: 제30회 조세의 날 임충헌 회장 ‘국세청장 표창장’ 수상, 제24회 보건의 날 임충헌 회장 ‘대통령 표창장’ 수상
- 1990년: 대표이사 ‘체육훈장’ 수상
- 1986년: 1985년도 최우수 기업상 수상, 대표이사 ‘한국의 경영자상’ 수상
- 1985년: 1984년도 최우수 기업상 수상, 제19회 조세의 날 ‘동탑 산업 훈장’ 수상
- 1984년: 1983년도 최우수 기업상 수상
- 1982년: 대표이사 ‘체육훈장 기린장’ 수상
- 1978년: 대표이사 ‘산업포장’ 수상

## 역대 모델
- 김희애(쥬단학)
- 정혜영(템테이션)
- 김혜선(템테이션)
- 현정화(템테이션)
- 심은하(템테이션, 칼리) 1995~2000년
- 이혜상(템테이션) 1997년
- 백지연(파메스) 1999년
- 이요원(칼리) 2002년
- 김태희(칼리) 2003년
- 이미연(A3F[on]) 2002~2003년
- 김남주(A3F[on]) 2004~2005년
- 이미숙(산심) 2006년
- 최정원(산심) 2007~2010년
- 한채영(효움) 2012년
- 추자현(산심) 2016년~현재
- 윤손하(오션) 2016년~현재

## 같이 보기
- 화장품
- 맨담
- 임광정